# Tout le monde debout
Tout le monde debout (prt: Assim Não Vais Longe; bra: De Carona para o Amor) é uma comédia cinematográfica francesa de 2018 dirigida por Franck Dubosc [fr].

## Sinopse
Jocelyn é um empresário mulherengo e sedutor que inventa mentiras a fim de levar vantagem em qualquer situação promissora. Um dia, seduz uma mulher que finge ser portadora de deficiência física. No entanto, ao apresentar-se à nova cunhada, que é de fato deficiente, sustentar a farsa fica mais difícil.

## Elenco
- Franck Dubosc [fr] como Jocelyn
- Alexandra Lamy como Florence
- Elsa Zylberstein [fr] como Marie
- Gérard Darmon [fr] como Max
- Caroline Anglade [fr] como Julie
- Laurent Bateau [fr] como Lucien
- Claude Brasseur como pai de Jocelyn
- François-Xavier Demaison [fr] como o padre

## Prêmios e indicações
| Ano  | Prêmio                         | Categoria              | Ator               | Resultado |
| ---- | ------------------------------ | ---------------------- | ------------------ | --------- |
| 2019 | Prêmios Globos de Cristal [fr] | Melhor Filme - Comédia | Franck Dubosc [fr] | Indicado  |
| 2019 | Prêmios Globos de Cristal [fr] | Melhor Atriz - Comédia | Alexandra Lamy     | Venceu    |